# 스몰렌스카야역 (필룝스카야선)
스몰렌스카야역(러시아어: Смоленская)은 모스크바 지하철 필룝스카야 선의 역이다. 아르바츠카야 역과 키옙스카야 역 사이에 위치한다. 아르바츠코 포크롭스카야 선에도 동일한 역명인 스몰렌스카야 역이 별개로 존재한다. 스몰렌스카야 역과 키옙스카야 역 사이에는 모스크바 강 위를 건너가는 스몰렌스키 지하철교가 있다.

## 같이 보기
- (러시아어) metro.ru